# Berlin: Live at St. Ann's Warehouse
Berlin: Live At St. Ann’s Warehouse je koncertní film a koncertní album amerického rockového kytaristy a zpěváka Lou Reeda, vydané v roce 2008. Jde o koncertní záznam jeho alba Berlin z roku 1973 obsahující ještě tři další písně, které z tohoto alba nepochází. Režisérem filmu byl Julian Schnabel.

## Seznam skladeb
Všechny skladby napsal Lou Reed.
1. „Intro“ – 1:51
2. „Berlin“ – 2:34
3. „Lady Day“ – 4:12
4. „Men Of Good Fortune“ – 6:35
5. „Caroline Says (I)“ – 4:31
6. „How Do You Think It Feels?“ – 5:37
7. „Oh, Jim“ – 8:16)
8. „Caroline Says (II)“ – 4:33
9. „The Kids“ – 8:08
10. „The Bed“ – 5:59
11. „Sad Song“ – 8:21
12. „Candy Says“ – 6:04
13. „Rock Minuet“ – 7:18
14. „Sweet Jane“ – 5:31

## Obsazení
- Lou Reed – zpěv, kytara
- Steve Hunter – kytara
- Fernando Saunders – baskytara, syntezátor, kytara, doprovodný zpěv
- Tony „Thunder“ Smith – bicí, doprovodný zpěv
- Rupert Christie – klávesy, doprovodný zpěv
- Rob Wasserman – kontrabas
- Sharon Jones – zpěv
- Antony Hegarty – zpěv
- Steven Bernstein – křídlovka, trubka
- Curtis Fowlkes – pozoun
- Paul Shapiro – saxofon, flétna
- Doug Wieselman – basklarinet, klarinet
- David Gold – viola
- Eyvind Kang – viola
- Jane Scarpantoni – violoncello
- Brooklyn Youth Chorus – sbor